# Çakaltepe, Menderes
Çakaltepe là một xã thuộc huyện Menderes, tỉnh İzmir, Thổ Nhĩ Kỳ. Dân số thời điểm năm 2010 là 556 người.